# Сунгей-Булох

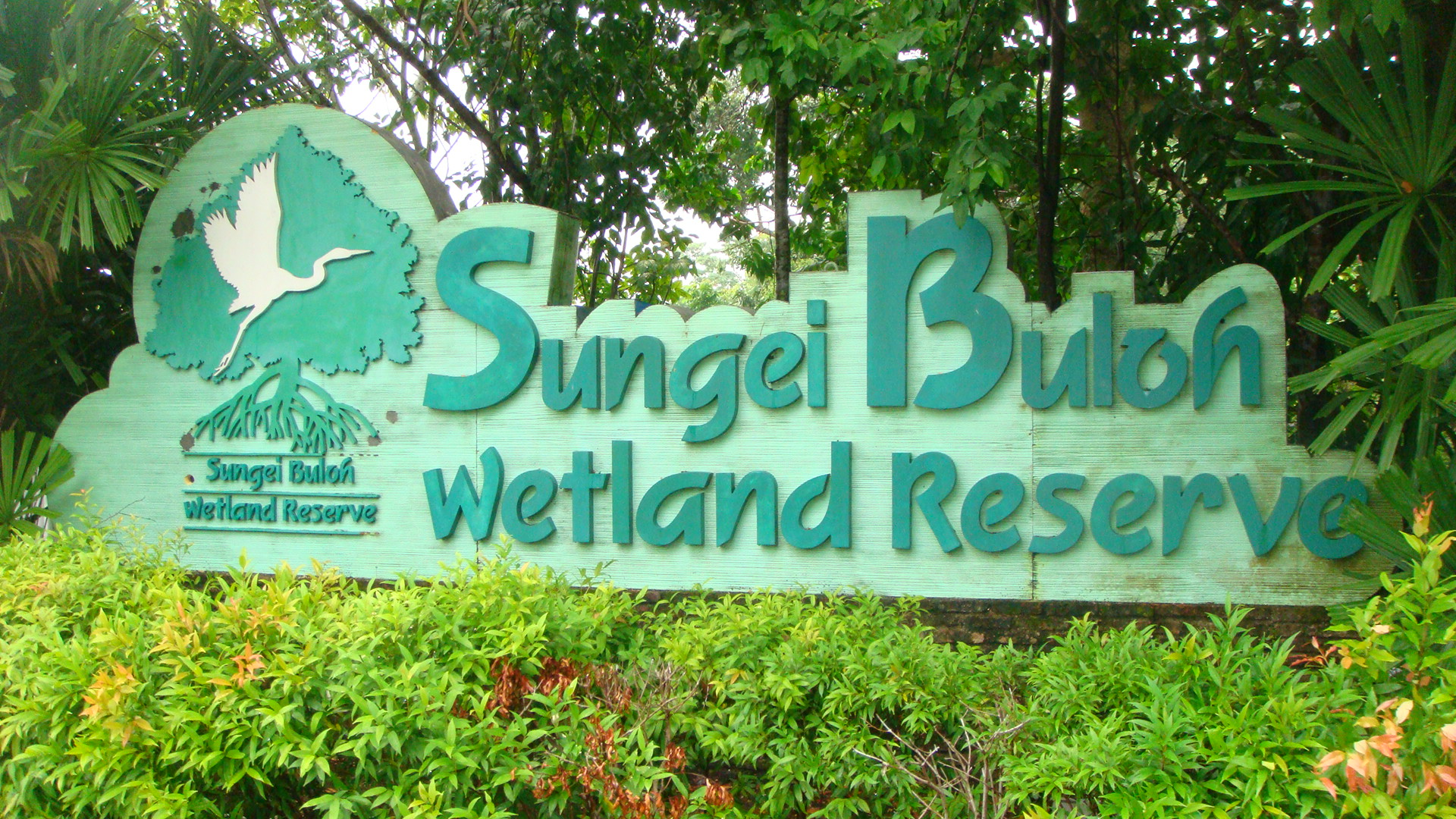
Заповедник Сунгей-Булох

Заповедник Сунгей-Булох (англ.: Sungei Buloh Wetland Reserve, китай.: 双溪布洛湿地保护区) — природный заповедник на северо-востоке Сингапура. Он стал первым водно-болотным заповедником, зарегистрированным в Сингапуре в 2002 году, и он имеет глобальное значение, являясь остановкой для множества перелётных птиц, признанным международной неправительственной организацией Wetlands International. Заповедник официально вошёл в список Паркового наследия АСЕАН в 2003 году.
Парк, расположенный на заливных землях в месте слияния трёх рек. охватывает площадь в 130 гектаров. До конца 1990-х годов на территории современного заповедника располагалось множество рыбных хозяйств и креветочных ферм. В 1989 году начался их перевод в другие районы и стартовали работы по превращению территории в первый и единственный в Сингапуре заповедник в водно-болотных угодьях. Сунгей-Булох был открыт 6 декабря 1993 года к тому времени Премьер-министром Сингапура Го Чок Тонгом.

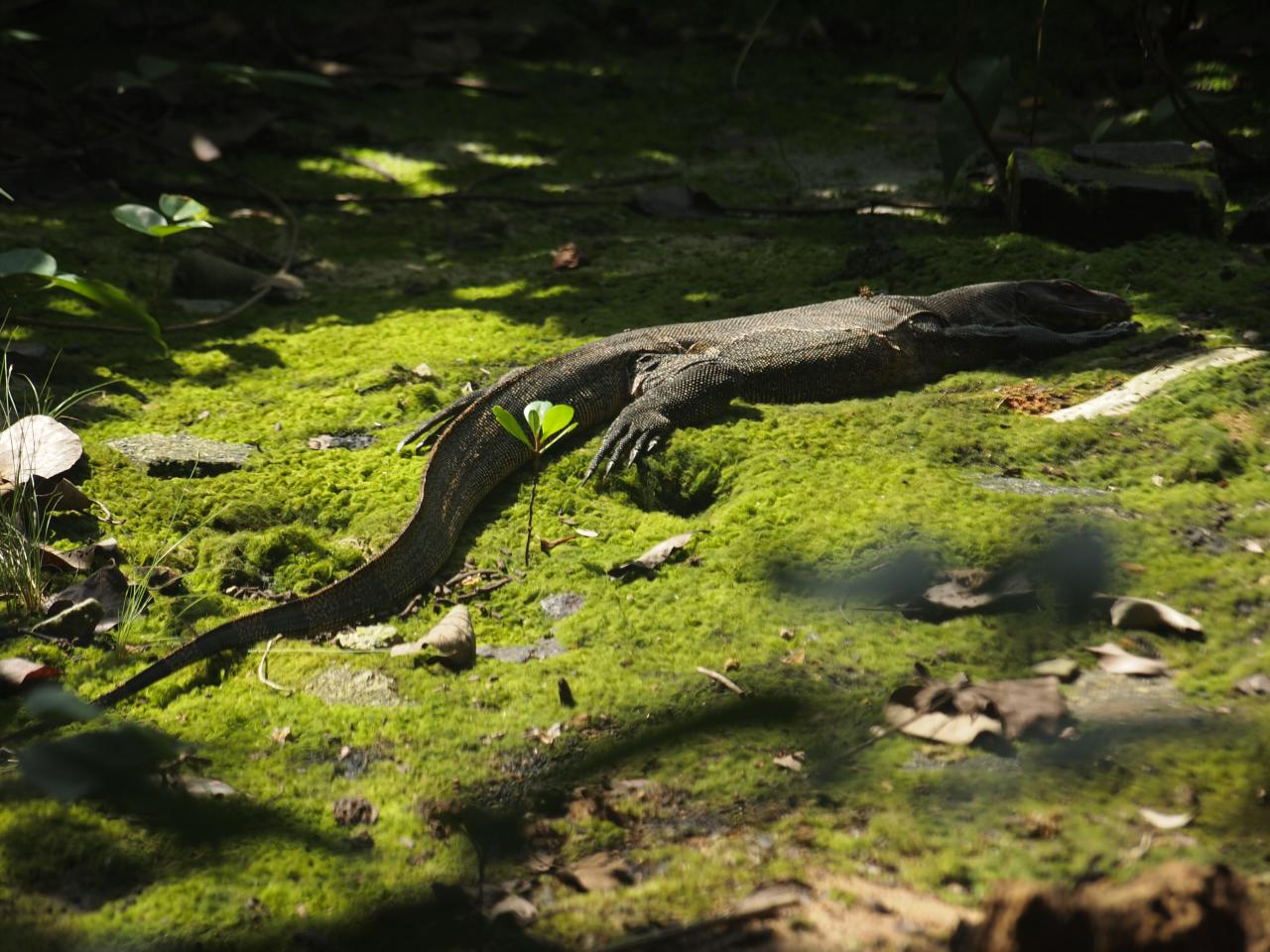
Варан в заповеднике Сунгей-Булох

На территории заповедника останавливается множество перелётных птиц. Они прибывают сюда с сентября по апрель — это их последняя остановка на пути к югу. В это время в заповеднике можно увидеть свыше 126 видов птиц. Среди них можно отметить среднего кроншнепа, большого улита, травника, краснозобика, поручейника, китайского волчка и коричного волчка. Неперелётные птицы — цапли, зимородки и нектарницы — также гнездятся на территории заповедника. Болотистые земли обеспечивают хороший прокорм для птиц и рептилий. В естественной среде обитают мотыльки и бабочки, крабы-древолазы, водяные змеи и вараны. Для посетителей Сунгей-Булоха через мангровые заросли проложен деревянный настил, передвигаться можно только по размеченным тропам. Установлены также специальные башни для панорамных видов.